# Лисовский, Роман Александрович
Роман Александрович Лисовский (бел. Раман Аляксандравіч Лісоўскі; род. 22 ноября 2001, Минск) — белорусский футболист, полузащитник клуба «Витебск».

## Клубная карьера
Воспитанник футбольной школы «МТЗ-РИПО». Первый тренер — Сергей Степанович Горнак. Затем выступал за юношеские команды БАТЭ. В 2019 году в составе борисовского клуба стал победителем турнира дублёров. В турнире полузащитник принял участие в 15 матчах и забил 1 мяч.
В феврале 2020 года подписал контракт с клубом «Ислочь». Дебютировал за основной состав команды 15 марта в ответном матче 1/4 финала Кубка Белоруссии с «Динамо-Брест». Лисовский вошёл в игру на 112-й минуте матча вместо Олега Патоцкого. В Высшей лиге впервые появился на поле 17 мая в выездной игре с минским «Динамо», заменив на 77-й минуте встречи Евгения Краснова. Позднее продолжал играть за дублирующий состав, иногда привлекался в основную команду.
В марте 2021 года перешёл в «Витебск» на правах аренды. Появлялся на поле в основной команде, преимущественно выходя на замену. В декабре вернулся в «Ислочь».
В январе 2022 года официально перешёл в «Витебск».
Лисовский привлекался в сборную Беларуси U-20.

## Достижения
БАТЭ
- Победитель чемпионата Белоруссии среди дублёров: 2019

## Статистика выступлений

### Клубная статистика
| Выступление      | Выступление      | Выступление      | Лига | Лига | Кубки | Кубки | Конт. кубки | Конт. кубки | Итого | Итого |
| Клуб             | Лига             | Сезон            | Игры | Голы | Игры  | Голы  | Игры        | Голы        | Игры  | Голы  |
| ---------------- | ---------------- | ---------------- | ---- | ---- | ----- | ----- | ----------- | ----------- | ----- | ----- |
| Ислочь           | Высшая лига      | 2020             | 6    | 0    | 2     | 0     | 0           | 0           | 8     | 0     |
| Ислочь           | Итого            | Итого            | 6    | 0    | 2     | 0     | 0           | 0           | 8     | 0     |
| Витебск          | Высшая лига      | 2021             | 23   | 0    | 4     | 0     | 0           | 0           | 27    | 0     |
| Витебск          | Итого            | Итого            | 23   | 0    | 4     | 0     | 0           | 0           | 27    | 0     |
| Всего за карьеру | Всего за карьеру | Всего за карьеру | 29   | 0    | 6     | 0     | 0           | 0           | 35    | 0     |